# تیجانی محمد بانده
تیجانی محمد بانده (انگلیسی: Tijjani Muhammad-Bande؛ زادهٔ ۷ دسامبر ۱۹۵۷) سیاستمدار اهل نیجریه است که تا ۱۷ سپتامبر ۲۰۱۹ رئیس مجمع عمومی سازمان ملل متحد بود و پیش از آن از سپتامبر ۲۰۱۶ معاونت رئیس مجمع عمومی سازمان ملل متحد را برعهده داشت. وی علاوه بر این از ۲۰۱۰ تا ۲۰۱۶ سفیر نیجریه در سازمان ملل متحد بود و از ۲۰۰۴ تا ۲۰۰۹ مدیر کل انستیتوی ملی سیاستگذاری و مطالعات راهبردی در کورو نیجریه وهمچنین معاون دانشگاه عثمان دن فودیو بود. در ۲۰۲۱ از جانب رئیس‌جمهور محمدو بوهاری به عنوان نماینده دائمی نیجریه در سازمان ملل متحد منصوب شد.

## دوران جوانی
محمد بانده در شهر زگا که در حال حاضر در ایالت کبی قرار دارد متولد شد.

## تحصیلات
تیجانی در دانشگاه احمدو بلو در زاریا (شهر) تحصیل کرد و در ۱۹۷۹ موفق به کسب مدرک لیسانس علوم سیاسی شد و سپس به دانشگاه بوستون (آمریکا) رفت، و در ۱۹۸۱ مدرک کارشناسی ارشد خود را در رشته هنر در علوم سیاسی دریافت کرد. محمد بانده در ۱۹۷۸ موفق به اخذ مدرک دکترای علوم سیاسی از دانشگاه تورنتو شد.

## زندگی‌حرفه‌ای
در دهه ۱۹۸۰، او در دانشگاه عثمان دانفودیو در سوکوتو تدریس کرد و در ۱۹۹۸ به درجه استادی رسید. بین ۲۰۰۰ تا ۲۰۰۴، بانده به عنوان مدیرکل مرکز آموزش و تحقیقات آفریقایی در امور توسعه در طنجه، مراکش خدمت کرد. وی بین سالهای ۲۰۰۴ و ۲۰۰۹ پیش از انتصاب به عنوان مدیرکل انستیتوی ملی سیاست و مطالعات استراتژیک نیجریه، سمت معاونت دانشگاه عثمان دانفودیو را عهده‌دار بود.

## زندگی شخصی
محمد بانده متأهل و دارای چهار فرزند است و از جمله سرگرمی‌های وی شنا، فوتبال، هاکی روی زمین، کشاورزی و موسیقی است.